# Jiříkov
Jiříkov (původně do roku 1947 německy Georgswalde) je město v severních Čechách, v okrese Děčín v Ústeckém kraji. V Jiříkově žije přibližně 3 500 obyvatel, což je podstatně méně, než na začátku 20. století, kdy počet obyvatel Jiříkova dosahoval až 10 tisíc. V Jiříkově je hraniční přechod Jiříkov - Neugersdorf.

## Poloha
Jiříkov se rozprostírá v údolí Jiříkovského potoka, dříve zvaným Ritterbach, ve Šluknovském výběžku, na hranicích s Německem v takzvaném Českém Nizozemí.
Město se člení na Starý Jiříkov, Nový Jiříkov, Loučné a Filipov. Ve znaku města je vyobrazen svatý Jiří při boji s drakem.

## Historie
Historie města Jiříkova začíná kdesi ve vrcholném středověku. Jiříkov byl údajně založen již mezi roky 1240 až 1300, věrohodnější je ale spíše rok 1346, tedy rok, k němuž se váže první písemná zmínka o obci.
Roku 1756 byla obec povýšena dekretem Marie Terezie na městys s trhovým právem,roku 1849 byly spojeny čtyři obce Starý Jiříkov, Nový Jiříkov, Loučné a Filipov do jedné obce, roku 1914 byl městys povýšen dekretem Františka Josefa I. na město.
V letech 1927 až 1930 bylo ve Filipově postaveno kino. V komunálních volbách v roce 1938 projevili zdejší obyvatelé jasné sympatie k sudetoněmecké straně SdP Konráda Henleina a v říjnu 1938 již vítali německou armádu a v nedalekém Fukově (dříve Fugau) i německého diktátora Adolfa Hitlera. Tyto sympatie měly ale také svou dohru po porážce Německa. V květnu 1945 osvobodila Jiříkov 2. polská armáda. V letech 1945-1946 došlo k vysídlení původního německého obyvatelstva na základě Benešových dekretů. Vyhláškou ministra vnitra ze zde 1. července 1947 byl změněn původní název obce – Georgswalde – na Jiříkov. Po roce 1948 byly jiříkovské podniky znárodněny.
V padesátých letech byl postaven sportovní stadion na Rumburské ulici.

## Pamětihodnosti
Jiříkovskému náměstí dominuje farní kostel svatého Jiří, který nechala postavit roku 1725 hraběnka Ernestína z Harrachu,. zařízení kostela zahrnuje hlavní oltář od Dominika Kindermanna (1739–1817) a barokní sousoší svatého Karla Boromejského, Jana Nepomuckého a svatého Floriána z roku 1769. Dalšími městskými památkami jsou švédský sloup z roku 1704 nebo zamřížovaný vchod do jiříkovské štoly. Původně asi 140 metrů dlouhá štola vznikla na sklonku druhé světové války pravděpodobně za účelem přesunutí válečné výroby do chráněných podzemních prostor.
Mezi nejvýznamnější budovy patří například budova spořitelny. Dominantní budova spořitelny pochází z roku 1912. Roku 2011 byla pobočka banky zrušena. Dnes jsou v budově byty a městská policie. Pozoruhodný je balkon, který se nachází ve vyšších patrech budovy a dá se z něj dívat na náměstí. Hodiny ve věži budovy byly během jara 2014 zrekonstruovány a ke stému výročí povýšení Jiříkova na město byl osazen nový elektrický stroj místo původního mechanického. V budoucnu[kdy?] má v této budově vzniknout knihovna. Součástí kláštera Kongregace Milosrdných sester svatého Karla Boromejského v Londýnské ulici je novorománská kaple Božského srdce Páně z roku 1901.

### Filipov
V části města Jiříkova Filipově se poblíž česko-německé státní hranice nachází novorománský poutní kostel Panny Marie Pomocnice křesťanů při klášteře redemptoristů. Kostel, vybudovaný v letech 1873 – 1885 na místě děje tzv. filipovského zázraku z roku 1866, byl v roce 1926 povýšen papežem Piem XI. na baziliku minor. Bazilika ve Filipově není dosud zapsána na seznamu chráněných budov.

## Hospodářství

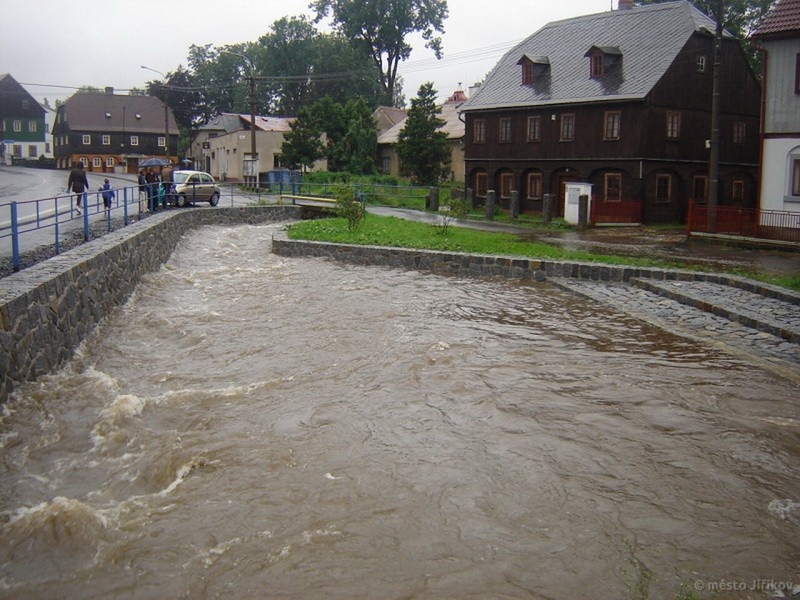
Povodně na náměstí v Jiříkově, srpen 2010

Zdejší obyvatelstvo se podobně jako lidé ve zdejším kraji živilo tkalcovstvím a později plátenictvím a přidruženou výrobou, tedy barvením látek, zpracováváním bavlny a nití. Později se s industrializací království připojila i výroba textilu a tkalcovských stavů.
Kromě toho proslavila město také výroba klavírů značky August Förster. Po roce 1945 však byla jiříkovská pianovka německé firmě zabavena československou vládou a jako znárodněný podnik přešla pod českou značku Petrof, která zde vyráběla klavíry pod původním označením August Förster.
Hospodářská krize dolehla i na Jiříkov. Pracovních příležitostí ve městě ubylo a pracující za prací dojíždějí do sousedních měst. Jelikož byl Jiříkov dříve průmyslovým městem, dochovala se spousta industriálních staveb, které ale dnes slouží spíše jiným účelům. Výroba byla v devadesátých letech 20. století ukončena např. v Jawě a nebo Elitexu. V Jiříkově také dříve existovala továrna na obuv nebo na lustry. Pro Jiříkov, stejně jako pro celé Severní Čechy, byl typický textilní průmysl, ten ale s vysídlením původního obyvatelstva po druhé světové válce postupně zanikl. I dnes ale najdeme ve městě několik menších a středně velkých průmyslových podniků.

## Kultura
Koncem května se koná Filipovská pouť. Začátkem července projíždí městem cyklistický závod Tour de Feminin, na přelomu července a srpna se v sousedním Neugersdorfu koná Jakubská pouť s 283 lety tradice a v srpnu každého roku festival s názvem Houmrův triatlon. Vždy první sobotu v září pak projíždí městem cyklisté – účastníci již tradičního závodu Tour de Zeleňák. V době adventu probíhá v sousedním Ebersbachu takzvaný Ruprechtsmarkt, tedy vánoční trhy. Dne 24. května 2014 se zde konaly oslavy k povýšení Jiříkova na město.

## Turistika
Svérázná poloha města na hranici s Německem a nedaleko hranice s Polskem se přímo nabízí jako základna pro jarní, letní i podzimní výlety cyklistické i pěší do blízkého i dalekého okolí, kde se nachází nepřeberné množství turistických cílů. Městem prochází cyklostezka 3043. Ve městě najdeme mnoho hospod a restaurací, kde se může turista občerstvit. Pro výlet může být zajímavá filipovská bazilika. Tato stavba byla postavena na počest údajnému zázraku a ve dvacátých letech 20. století patřila mezi nejnavštěvovanější kostely ve střední Evropě. Turistu může zaujmout také Jiříkovská stezka, která vede lesem na Šluknov-Království.

## Okolní města
- Česko: Rumburk, Šluknov, Varnsdorf
- Německo (Sasko) Ebersbach-Neugersdorf, Neusalza-Spremberg, Oppach